# Condylostylis
Condylostylis é um género botânico pertencente à família Fabaceae.